# Plumérie
Plumérie (Plumeria) je rod rostlin z čeledi toješťovité. Jsou to vesměs opadavé dřeviny s jednoduchými střídavými listy a nápadnými nálevkovitými květy různých barev. Rostliny při poranění roní hojné bílé latexové mléko. Rod zahrnuje asi 7 druhů a pochází z tropické Ameriky. Plumérie jsou hojně pěstovány jako okrasné dřeviny v tropech a subtropech celého světa. Jsou to lehce jedovaté rostliny, obsahují různé účinné látky (zejména iridoidy) a mají význam v medicíně.

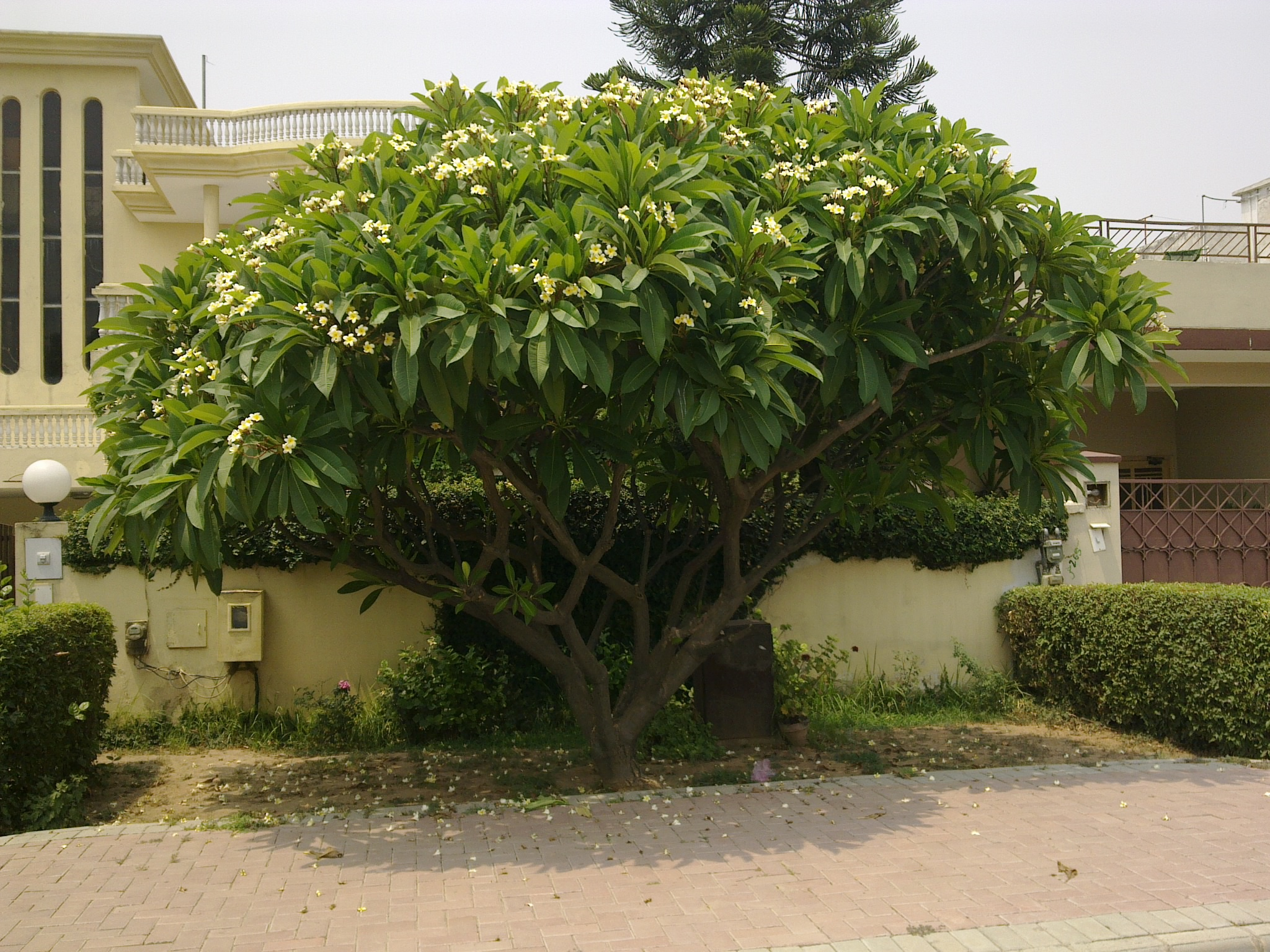
Plumérie jako okrasný strom v Pákistánu

## Popis
Plumérie jsou beztrnné, převážně opadavé stromy a keře dorůstající výšky až 15 metrů. Rostliny roní při poranění hojný bílý latex. Větévky jsou tlusté, poněkud dužnaté, s nápadnými listovými jizvami. Listy jsou střídavé, jednoduché, dlouze řapíkaté až přisedlé, lehce až silně kožovité, zpravidla nahloučené na koncích větví. Okraj čepele je někdy silně podvinutý. Žilnatina je zpeřená, postranní žilky jsou u okraje listu obloukovitě pospojované. Květenství jsou vrcholová nebo zdánlivě postranní, obvykle mnohokvěté vrcholíky či thyrsy. Stopky jsou v rámci květenství střídavé a často článkovité. Květy jsou oboupohlavné, vonné. Kalich je vytrvalý, složený z 5 pravidelných laloků. Koruna je bílá, růžová nebo různě jinak zbarvená, poměrně velká, nálevkovitá, lehce dužnatá s voskovým povrchem. Korunní trubka je úzká, dlouhá, nad kalichem a v místě přirostlých tyčinek poněkud rozšířená. Korunní laloky se překrývají směrem doleva. Tyčinky jsou přirostlé u báze korunní trubky. Gyneceum je složené ze 2 volných, apokarpních semeníků, spojených v koncové části čnělkovými hlavami a lehce zanořené do receptákula. Semeníky obsahují mnoho vajíček. Plodem je souplodí 2 kožovitých, přímých nebo zahnutých měchýřků banánovitého tvaru. Plody dosahují u plumérie červené délky až 38 cm. Semena jsou zploštělá a mají na okraji asymetrické křídlo.

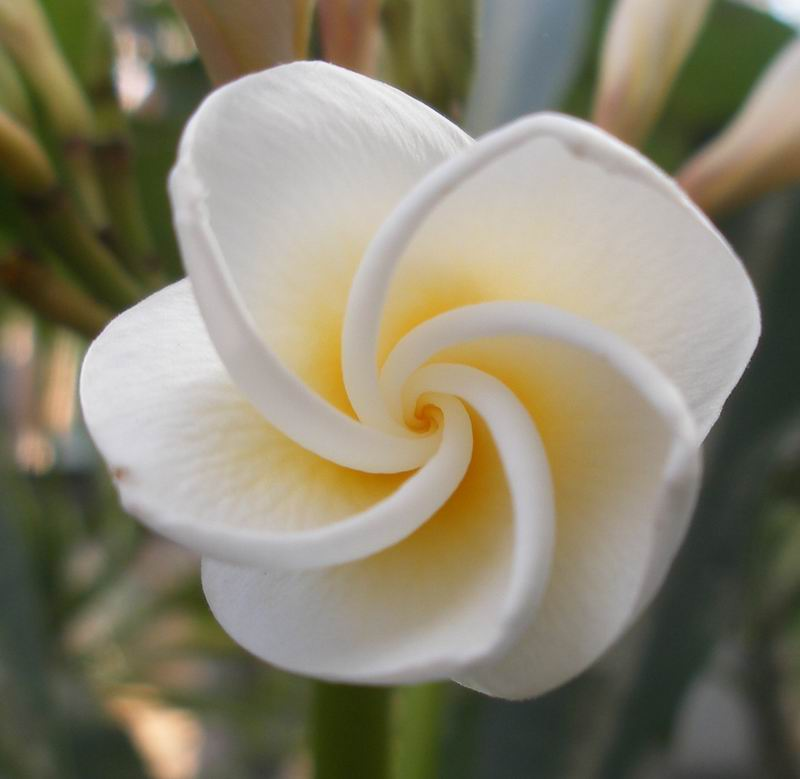
Rozvíjející se květ plumérie červené
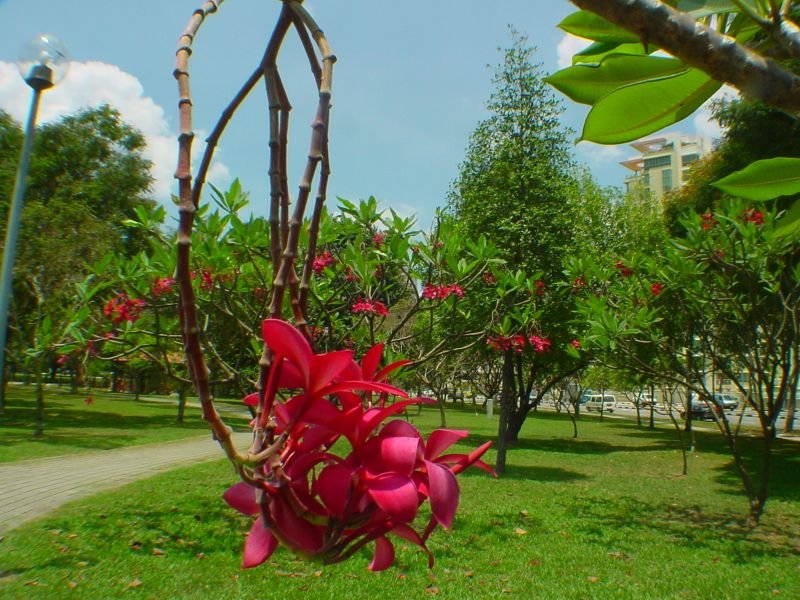
Článkované květenství plumérie
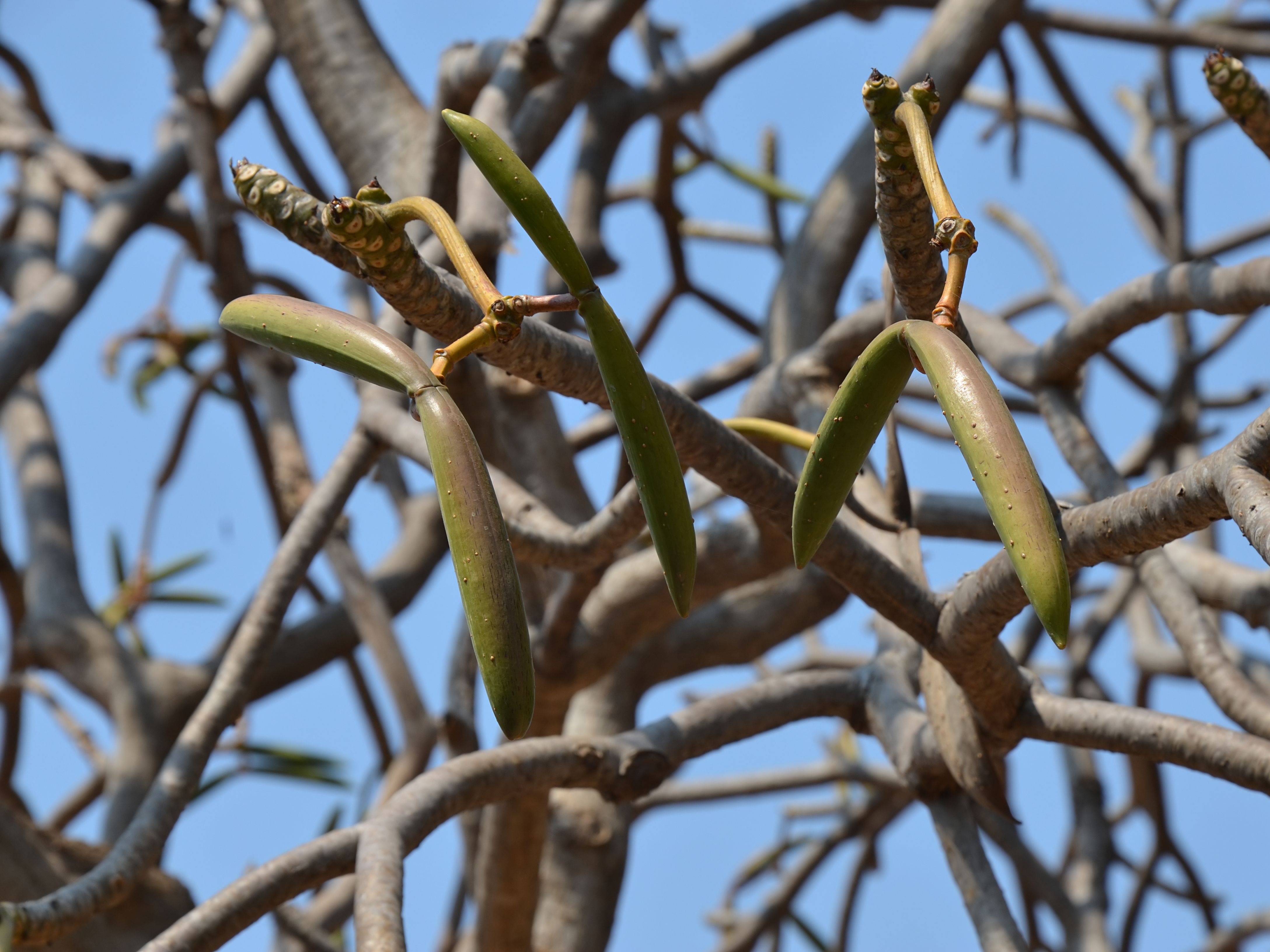
Plody plumérie bílé

## Rozšíření
Rod plumérie zahrnuje 6 až 9 druhů, které všechny pocházejí z tropické Ameriky. Původní areál rozšíření sahá od Mexika po severní část Jižní Ameriky včetně Karibských ostrovů a Baham. Některé druhy a mnohé kultivary jsou hojně pěstovány v tropech a subtropech celého světa a místy i zplaňují.

## Taxonomie
Rod Plumeria je v rámci čeledi Apocynaceae řazen do podčeledi Rauvolfioideae a tribu Plumerieae. Nejblíže příbuzné rody jsou Himatanthus a Mortoniella. Tyto rody rovněž pocházejí z tropické Ameriky.
Plumérie se snadno vzájemně kříží a pěstované formy i některé divoké populace jsou obtížně určitelné.

## Obsahové látky a jedovatost
Z plumérií byla izolována celá řada účinných látek, z nichž největší význam mají iridoidní glykosidy. Dále jsou obsaženy např. steroly, triterpenoidy, alkaloidy a třísloviny.
V kůře plumérie červené jsou obsaženy cytotoxické iridoidy včetně fulvoplumierinu, který inhibuje růst baktérie Mycobacterium tuberculosis, původce tuberkulózy. U této látky byl rovněž zjištěn inhibující účinek na virus HIV. Ve dřevě plumérie červené je obsažen plumericin a isoplumericin s antibakteriálním, cytotoxickým a moluscicidním účinkem. Některé obsažené iridoidy mají cytotoxický účinek na buňky určitých typů rakoviny. Rostlina také obsahuje triterpen rubrinol s antibakteriálním účinkem proti gramm-pozitivním i gramm-negativním baktériím včetně Pseudomonas aeruginosa a Pseudomonas pseudomallei. Z dalších látek je obsažen např. lignan liriodendrin a kardioaktivní glykosidy. V kůře plumérie bílé byl zjištěn alfa- a beta-amyrin, beta-sitosterol, skopoletin aplumierid, v kořenech iridoidy (iso-plumericin, plumericin, plumierid, kumarát plumieridu
aj.). Kumarát plumieridu a jeho glykosid byly zjištěny i v květech. Rovněž druh P. acuminata obsahuje iridoidy.
Plumérie jsou vesměs lehce jedovaté rostliny. Letální dávka (LD50) extraktu ze stonků a kůry plumérie červené, stanovená na myších, odpovídá dávce přibližně 1 g rostliny na 1 kg živé váhy. Po požití (i květů) se objevuje zejména podráždění trávicího traktu s průvodními příznaky. Plumérie bílá je méně toxická, ani dávka 5 g na kilogram živé váhy nevedla ke stanovení LD. Šťáva z rostlin může u citlivějších osob způsobit podráždění kůže.

## Zástupci
- plumérie bílá (Plumeria alba)
- plumérie červená (Plumeria rubra)[13]

## Význam
Plumérie jsou v sušších oblastech tropů a subtropů hojně pěstovány jako okrasné dřeviny a jejich pěstování má dlouhou historii. Nejčastěji jsou pěstovány komplexní hybridy. Z čistých druhů je pěstována zejména plumérie červená (Plumeria rubra), dále bělokvěté druhy P. obtusa, P. pudica a P. stenopetala. Některé druhy jsou k vidění ve sklenících českých botanických zahrad.
Plumérie červená a řidčeji i jiné druhy (zejména plumérie bílá) mají poměrně široké tradiční využití v domorodé medicíně Latinské Ameriky a používány jsou i v čínské a indické medicíně. Používají se např. při léčbě úplavice, syfilis, tuberkulózy, cholery aj.

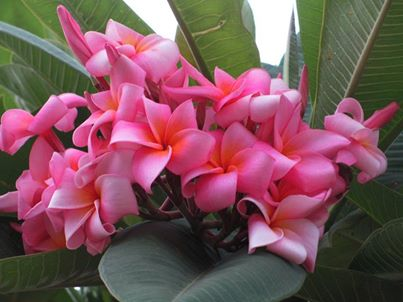
Růžovokvětá forma plumérie
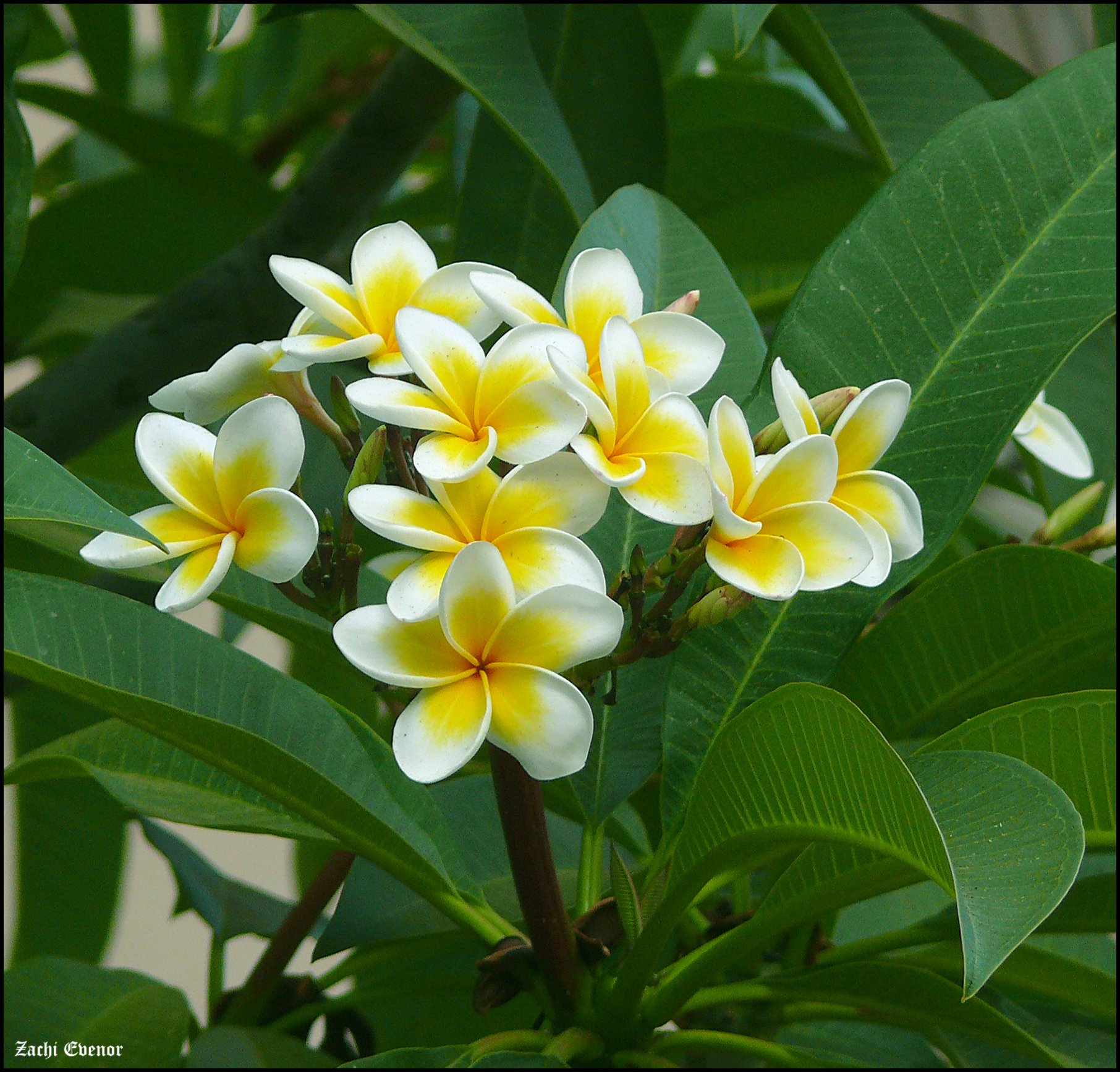
Plumérie červená

## Pěstování
Plumérie prospívají v suchém tropickém či subtropickém klimatu a v pobřežních oblastech. Hnojí se fosfátovými hnojivy s nízkým obsahem dusíku v období, kdy se objevují mladé listy. Hnojení před rozkvětem nebo v době květu snižuje a zpomaluje kvetení.
Rostliny se snadno množí řízky, které je třeba nechat před napícháním zavadnout (po dobu několika dní až týdnů) a v průběhu zakořeňování nepřevlhčovat, aby se zabránilo hnilobě.